# Mohamed Buya Turay
Mohamed Buya Turay, född 10 januari 1995 i Freetown, är en sierraleonsk fotbollsspelare som spelar i det amerikanska fotbollslaget Birmingham Legion FC.

## Karriär
Buya Turay började spela fotboll i FC Mattia. 2014 kom han till Sverige för provspel i Vasalunds IF. Provspelet ledde inte till något och istället gick Buya Turay till division 3-klubben Juventus IF. Han spelade 11 matcher och gjorde 20 mål i Division 3 Södra Svealand 2013. Buya Turay spelade 14 matcher och gjorde 12 mål i Division 3 Västra Svealand 2014.
Sommaren 2014 lånades han ut till Västerås SK. Buya Turay spelade nio matcher och gjorde fyra mål i Division 1 Norra 2014. Han spelade även en match i Svenska cupen 2014/2015, där Västerås SK vann med 3–1 över Östersunds FK och Buya Turay gjorde två av målen.
Den 21 augusti 2015 värvades Buya Turay av AFC United (senare AFC Eskilstuna). Buya Turay debuterade två dagar senare i Superettan i en 0–0-match mot Mjällby AIF, där han blev inbytt i den 81:a minuten mot Omar Eddahri. Han gjorde totalt tre inhopp i Superettan 2015. Buya Turay gjorde 10 mål på 29 matcher i Superettan 2016 då AFC United slutade på andra plats och blev uppflyttade till Allsvenskan. I Allsvenskan 2017 gjorde han nio mål på 23 matcher.
Den 23 mars 2018 värvades Buya Turay av Dalkurd FF, där han skrev på ett treårskontrakt. Den 8 augusti 2018 gick Buya Turay till belgiska Sint-Truidense. Den 9 januari 2019 lånades Buya Turay ut till Djurgårdens IF på ett låneavtal över säsongen 2019. Den 2 november 2019 gjorde han det avgörande 2-2 målet mot IFK Norrköping på Östgötaporten som sedermera gjorde Djurgårdens IF Fotboll till vinnare av Fotbollsallsvenskan 2019 och blev föreningens 12:e SM-guld. Målet gjorde honom också till skytteligavinnare på totalt 15 gjorda mål.
Den 19 juli 2020 värvades Buya Turay av kinesiska Hebei China Fortune.
Den 22 juli 2022 värvades Buya Turay av Malmö FF, där han skrev på ett 3,5-årskontrakt.

## Karriärstatistik
| Klubb                                                      | Säsong            | Inhemsk liga               | Inhemsk liga | Inhemsk liga | Nat. turn. | Nat. turn. | Internat. turn. | Internat. turn. | Totalt | Totalt |
| Klubb                                                      | Säsong            | Serie                      | SM           | Mål          | SM         | Mål        | SM              | Mål             | SM     | Mål    |
| ---------------------------------------------------------- | ----------------- | -------------------------- | ------------ | ------------ | ---------- | ---------- | --------------- | --------------- | ------ | ------ |
| Juventus IF                                                | 2013              | Division 3 Södra Svealand  | 11           | 20           | 0          | 0          | -               | -               | 11     | 20     |
| Juventus IF                                                | 2014              | Division 3 Västra Svealand | 14           | 12           | 0          | 0          | -               | -               | 14     | 12     |
|                                                            | Totalt i klubblag | Totalt i klubblag          | 25           | 32           | 0          | 0          | 0               | 0               | 25     | 32     |
| Västerås SK (lån)                                          | 2014              | Division 1 Norra           | 9            | 4            | 1          | 2          | -               | -               | 9      | 6      |
|                                                            | Totalt i klubblag | Totalt i klubblag          | 9            | 4            | 1          | 2          | 0               | 0               | 9      | 6      |
| AFC Eskilstuna                                             | 2015              | Superettan                 | 3            | 0            | 3          | 0          | -               | -               | 6      | 0      |
| AFC Eskilstuna                                             | 2016              | Superettan                 | 29           | 10           | 1          | 0          | -               | -               | 30     | 10     |
| AFC Eskilstuna                                             | 2017              | Allsvenskan                | 23           | 9            | 1          | 1          | -               | -               | 24     | 10     |
|                                                            | Totalt i klubblag | Totalt i klubblag          | 55           | 19           | 5          | 1          | 0               | 0               | 60     | 20     |
| Dalkurd FF                                                 | 2018              | Allsvenskan                | 13           | 9            | 0          | 0          | -               | -               | 13     | 9      |
|                                                            | Totalt i klubblag | Totalt i klubblag          | 13           | 9            | 0          | 0          | 0               | 0               | 13     | 9      |
| Sint-Truidense                                             | 2018/2019         | Jupiler League             | 6            | 1            | 1          | 0          | -               | -               | 7      | 1      |
|                                                            | Totalt i klubblag | Totalt i klubblag          | 6            | 1            | 1          | 0          | 0               | 0               | 7      | 1      |
| Djurgårdens IF                                             | 2019              | Allsvenskan                | 29           | 15           | 2          | 1          | -               | -               | 31     | 16     |
|                                                            | Totalt i klubblag | Totalt i klubblag          | 29           | 15           | 2          | 1          | 0               | 0               | 31     | 16     |
| Karriär totalt                                             | Karriär totalt    | Karriär totalt             | 137          | 80           | 9          | 4          | 0               | 0               | 146    | 84     |
| Antal matcher och mål är korrekt per den 17 november 2019. |                   |                            |              |              |            |            |                 |                 |        |        |